# Sandover Highway
Der Sandover Highway ist eine unbefestigte Outback-Piste im Osten des australischen Northern Territory. Sie verbindet den Plenty Highway 27 km nordöstlich seines Abzweigs vom Stuart Highway mit der Siedlung Lake Nash an der Grenze zu Queensland.

## Verlauf
Nördlich des Mount Strangways zweigt der Sandover Highway vom Plenty Highway (S12) nach Norden ab und verläuft etwa 30 km zusammen mit der Central Australian Railway nach Norden, um dann nach Nordosten abzubiegen. In seinem Mittelteil verläuft er parallel zum Sandover River, von dem er seinen Namen hat. Sein Ende findet die Straße in Lake Nash am Georgina River an der Grenze nach Queensland.
Der höchste Punkt im Verlauf des Highways liegt auf 681 m, der niedrigste auf 227 m.
Der Sandover Highway führt durch halbtrockene Wüsten und Spinifex-Gebiete.

## Straßenzustand und Tankstellen
Die Strecke führt durch das Gebiet der Urapuntja-Aborigines. Solange man die Straße nicht verlässt, ist für die Durchfahrt jedoch keine Genehmigung (Permit) notwendig.
Seit die Ammaroo Station geschlossen wurde, gibt es nur noch eine Tankmöglichkeit in Arlparra, einer von etwa 25 Aborigines-Siedlungen der sogenannten Utopia-Region. In diesem Gebiet leben etwa 2000 Aborigines der Anmatyerre und Alyawarre, darunter etwa 200 Künstler. Obwohl der erste Teil der Strecke auch von normalen Fahrzeugen bewältigt werden kann, ist ab Ammaroo ein Fahrzeug mit Allradantrieb empfohlen.